# Ton Lathouwers
Ton Lathouwers (1932 – 16 november 2024) was een Nederlands zenleraar en van 1968 tot 1992 hoogleraar Slavische Taal- en Letterkunde in Leuven. Hij ontving in 1987 dharma-transmissie (de bevoegdheid om de boeddhistische leer voort te zetten door anderen te onderrichten) van de Javaans-Chinese zenleraar Teh Cheng (Ashin Jinarakkhita) en gaf sindsdien meditatie-onderricht in Nederland en België via de lekenorganisatie Maha Karuna Chan. Lathouwers was een van de vormende krachten van het Nederlandse (zen)boeddhisme, met een volgens hoogleraar André van der Braak "volstrekt unieke aanwezigheid."

## Biografie
Lathouwers groeide op in een streng katholiek gezin in NIjmegen, en ontwikkelde in die tijd een grote vrees voor zijn eigen tekortkomingen en een angst voor de hel. Tijdens zijn middelbareschooltijd kwam hij terecht bij zijn Indo-Chinese pleegmoeder, die hem een andere levenshouding voorhield: "heb vertrouwen, jongske." Dit had een sterke invloed op hem, en tijdens zijn latere boeddhistische leraarschap nam hij haar mee naar sesshins, waar ze meezat met de anderen.

## Academische carrière
Na het gymnasium studeerde Lathouwers enige tijd wiskunde en natuurkunde. Dit beviel hem niet, en hij studeerde vervolgens Russische literatuur aan de Universiteit van Amsterdam bij Carl L. Ebeling, een leerling van Bruno Becker, terwijl hij overdag werkte in de Universiteitsbibliotheek van Nijmegen. Na zijn afstuderen werd hij opgeroepen voor de militaire dienstplicht, die hij doorbracht als inlichtingenofficier bij de Luchtmacht. Na zijn dienstplicht bleef hij werkzaam bij de Luchtmacht, waar hij Russische codes vertaalde, maar zijn tijd vooral gebruikte voor het schrijven van zijn proefschrift. Hij mocht regelmatig meevliegen in een straaljager, een ervaring die veel indruk op hem maakte. Daarna deed hij ook nog een studie vergelijkende cultuur- en godsdienstpsychologie bij professor Han Fortmann in Nijmegen, ook een vormende invloed waar hij regelmatig aan refereerde. In 1968 werd hij benoemd tot hoogleraar Slavische taal- en letterkunde aan de Universiteit van Leuven, een positie die hij combineerde met een onderzoeksopdracht naar religieuze thematiek in de literatuur, en uitmondde in diverse publicaties over religiositiet bij Sovjet-auteurs.

## Boeddhistisch leraar
In 1970 ontving Lathouwers een beurs om in Moskou te studeren, maar reisde door naar Japan en ontmoette daar Masao Abe, een Japanse zenfilosoof. Ze hadden een lang gesprek, waarna Abe zei "Je bent aanvaard, precies zoals je bent, precies hier en nu," een opmerking die Lathouwers sterk raakte, en die hij vaak herhaalde tegen anderen. In de jaren daarna zat hij meerdere malen voor en aantal maanden in een zenklooster in Kyoto, en bij Seung Sahn in de USA.
In 1971 ontmoette hij in Indonesië Teh-Ching (Ashin Jinarakkhita), een Javaans-Chinese boeddhistische monnik en zenleraar en voorzitter van de gezamenlijke Indonesische boeddhistische groeperingen. Daarna ging hij elk jaar drie maanden mediteren bij Teh Cheng, en in 1987 ontving hij dharma-transmissie van Teh Cheng (Ashin Jinarakkhita), de bevoegdheid om de boeddhistische leer voort te zetten door anderen te onderrichten. Volgens de zentraditie gaat deze transmissie terug tot de Boeddha zelf. 
Tijdens zijn hoogleraarschap gaf Lathouwers al zen-onderricht aan verschillende groepen in Belgie, en als formeel leraar startte hij Maha Karuna Chan, een lekengroep voor zentraining, zonder "formele structuur, officiële groepen, lidmaatschap, hiërarchie, vast studiecurriculum of uitgestippeld opleidingstraject".
Fundamenteel voor Lathouwers was de onvoorwaardelijke compassie met de medemens, uitgedrukt in de eerste Bodhisattva-gelofte, en het grote vertrouwen "je kunt er niet uitvallen," dat wil zeggen, je bent aanvaard zoals je bent.
Ton Lathouwers heeft dharma-transmissie gegeven aan onder meer André van der Braak, Bieke Vandekerckhove, Elsbeth Wolf en Edel Maex. Daarnaast zijn er een twintigtal leraren door hem erkend, onder wie Olaf van Kooten.

## Publicaties
Russische letterkunde
- Kosmos en Sophia. Alexander Blok: zijn wereldbeschouwing en het Russische denken (diss. Nijmegen 1962).
- Leo Tolstoj (Brugge-Utrecht 1964).
- De hedendaagse Russische letterkunde (Brugge-Utrecht 1965).
- F.M. Dostojewskij (Brugge-Utrecht 1968).
- De Sovjet-Literatuur (Utrecht-Antwerpen 1968).
- Hedendaagse Russische schrijvers op zoek naar de mens (Brussel, z.j.).

Zen
- Je kunt er niet uit vallen (2020)
- Zij is altijd soms (2015)
- De moed tot het onmogelijke (2010)
- Kloppen waar geen poort is (2007)
- Meer dan een mens kan doen (2000)
- More Than Anyone Can Do (2013)